# Xã Scott, Quận Columbia, Pennsylvania
Xã Scott (tiếng Anh: Scott Township) là một xã thuộc quận Columbia, tiểu bang Pennsylvania, Hoa Kỳ. Năm 2010, dân số của xã này là 5.113 người.